# Paco Maestre

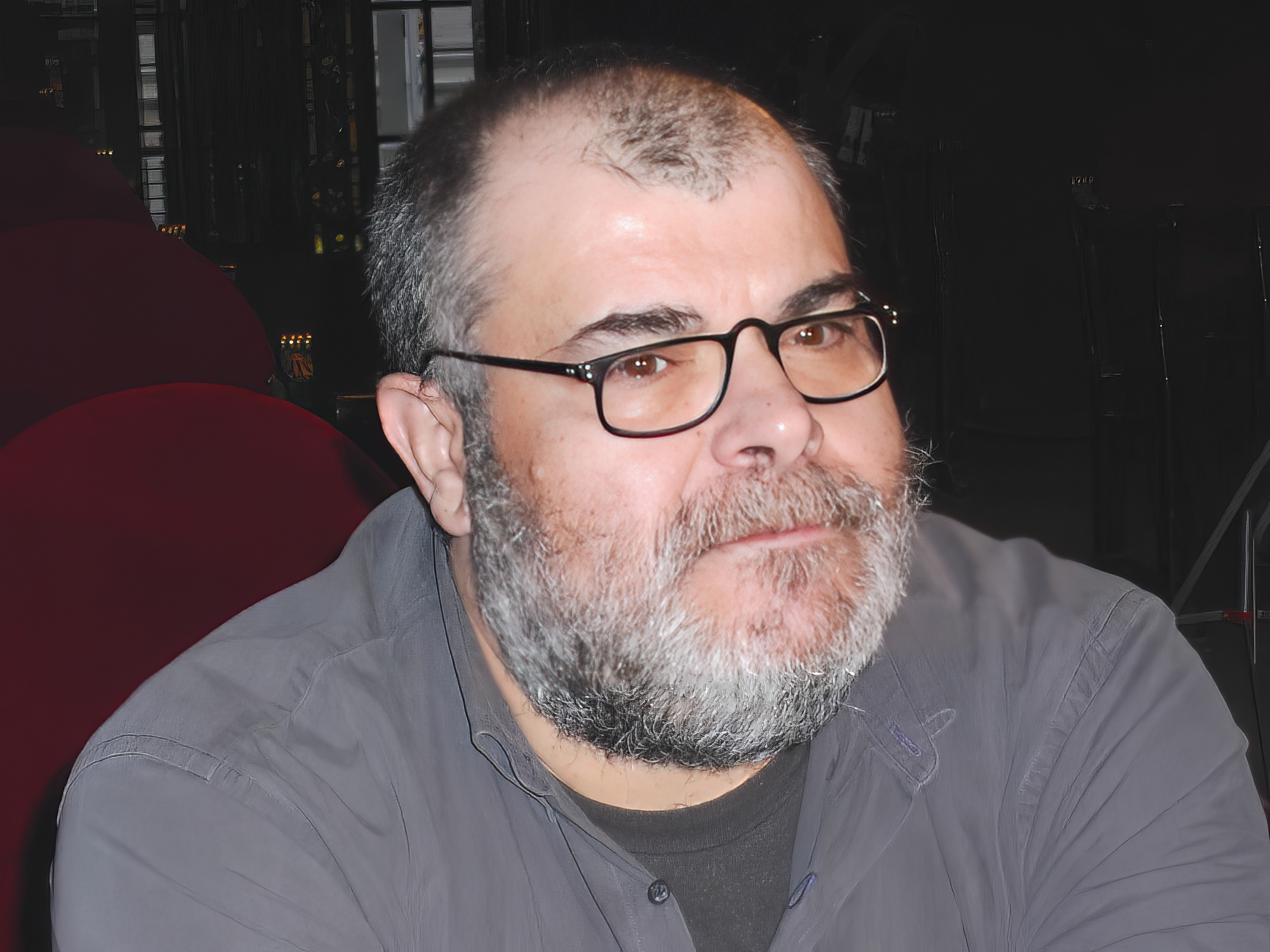
El actor Francisco Maestre en 2002

Francisco Maestre Soriano, más conocido como Paco Maestre (Mérida, 2 de julio de 1957-Madrid, 27 de enero de 2011), fue un actor español.

## Biografía
Nació en Mérida, en 1957. En 1968, se mudó con sus padres a Madrid. De familia humilde, empezó trabajando como administrativo en una oficina en Madrid, Comerinsa, calle Fuencarral 101, 1º, hasta que, tras librarse de la mili por exceso de peso, decidió matricularse en la Real Escuela Superior de Arte Dramático para convertirse en actor. Con el título en la mano, inició una dilatada carrera de más de 30 años en la que alternó teatro, cine y televisión.
Como actor de cine trabajó junto a directores como: José Luis Alemán, Pedro Almodóvar, Mariano Barroso, Álex de la Iglesia, Luis García Berlanga, Carlos Saura, José Luis Cuerda o La Cuadrilla
En el teatro, participó en numerosas obras, colaborando con directores como: Ángel Facio, Carmen Losa, Hadi Kurick, Ignacio García, José Antonio Ortega, Calixto Bieito, José Pascual, Juanjo Granda, Juan Carlos Pérez de la Fuente, José Carlos Plaza o Miguel Narros.
También en televisión tuvo papeles relevantes en series como Ana y los siete, El comisario o Pepa y Pepe.
En 1989, recibió el Premio Max de Teatro por su papel en Pelo de Tormenta, de Francisco Nieva. Obtuvo también el Premio Unión de Actores por su actuación en Barrio de Fernando León de Aranoa. Más recientemente, el conjunto de su carrera fue reconocido en el Festival de Almagro donde se le otorgó el Premio Ágora.
El 27 de enero de 2011, falleció a causa de un infarto mientras rodaba un capítulo de la serie Amar en tiempos revueltos.